# Robert Lewis
Robert Lewis (New York, 16 maart 1909 – aldaar, 23 november 1997) was een Amerikaans acteur, regisseur, auteur en acteurscoach. Hij was een van de medeoprichters van de invloedrijke Actors Studio in 1947.
Naast zijn successen op Broadway en in Hollywood, is zijn grootste bijdrage aan het Amerikaanse theater vermoedelijk zijn rol als een van de meest vooraanstaande acteerdocenten. Hij was een vroege proponent van de acteermethodes gepropageerd door Konstantin Stanislavski, medeoprichter van het revolutionaire Group Theatre in New York in de jaren dertig en in de jaren zeventig afdelingshoofd van de acteer- en regieafdelingen van de Yale School of Drama van de Yale-universiteit.